# Motta Camastra

Ubicació de Motta Camastra dins de la província

Motta Camastra (sicilià Motta Camastra) és un municipi italià, dins de la ciutat metropolitana de Messina. L'any 2009 tenia 840 habitants. Limita amb els municipis d'Antillo, Castiglione di Sicilia (CT), Francavilla di Sicilia i Graniti.

## Administració
| Període | Identitat          | Partit               |
| ------- | ------------------ | -------------------- |
| 2008-   | Andrea Scarpignato | Alleanza Democratica |